# Howard el pato
Howard el pato (del inglés: Howard the Duck) es un personaje que aparece en los cómics estadounidenses publicados por Marvel Comics. El personaje fue creado por el escritor Steve Gerber y el artista Val Mayerik. Howard el pato apareció por primera vez en Adventures into Fear # 19 ( con fecha de portada de diciembre de 1973) y varias series posteriores han relatado las desventuras del animal antropomórfico de mal genio atrapado en una Tierra dominada por humanos. Haciéndose eco de esto, el eslogan más común de sus cómics dice "¡Atrapado en un mundo que nunca hizo!"
Las aventuras de Howard son generalmente sátiras sociales, mientras que algunas son parodias de ficción de género con una conciencia metaficcional del medio. El libro es existencialista y su broma principal, según Gerber, es que no hay broma: "... que los momentos más serios de la vida y los momentos más increíblemente tontos a menudo se distinguen solo por un punto de vista momentáneo". Gloria Katz, productora de la notoria y desafortunada adaptación cinematográfica del cómic de 1986, expresó una opinión diametralmente opuesta sobre el personaje: "Es una película sobre un pato del espacio exterior... No se supone que sea una experiencia existencial."
Howard el pato fue interpretado por Ed Gale y presentado por Chip Zien en la adaptación cinematográfica de Howard the Duck de 1986, y más tarde fue interpretado por Seth Green en las películas del Universo cinematográfico de Marvel Guardianes de la Galaxia (2014), Guardianes de la Galaxia vol. 2 (2017), Avengers: Endgame (2019) y Guardianes de la Galaxia vol. 3 (2023), así como la serie animada de Disney XD Guardianes de la Galaxia (2015–19) y Ultimate Spider-Man (2016; con Kevin Michael Richardson) y la serie de Disney+ ¿Qué pasaría si...? (2021).

## Argumento y personajes
Las aventuras de Howard el pato suelen inscribirse en la sátira social, pero otras pocas son parodias de géneros de ficción con un gran componente de metaficción. Puede calificarse, en conjunto, de existencialista, y su principal broma, siguiendo al propio Gerber, es que no hay ninguna: "Los momentos más serios y los más increíblemente tontos de la vida a menudo solo pueden distinguirse desde una perspectiva momentánea." Esto es diametralmente opuesto a la visión de la guionista Gloria Katz, quien al adaptar el cómic a la pantalla grande, declaró, "Es una película sobre un pato del espacio exterior... No tiene porque ser ninguna experiencia existencial".

## Biografía
La primera aparición de Howard en los cómics fue cuando una fuerza invisible lo secuestró abruptamente de su planeta natal y lo dejó caer al azar en los Everglades de Florida por el señor demonio Thog the Nether-Spawn. Se encuentra con el Hombre Cosa, que había sido atacado por Korrek de Katharta, y los tres se enfrentan a los guerreros del Congreso de Realidades. Luego conoce a Dakimh el Encantador y éste destierra a los guerreros y transporta a Howard, Hombre Cosa y Korrek a su castillo, donde se les une Jennifer Kale. Luego viajan al reino de Therea y destruyen a Thog the Nether-Spawn. Howard luego se cae accidentalmente de los peldaños interdimensionales en los que viajaba el grupo y se materializa en Cleveland, Ohio, donde lucha contra Garko el Hombre Rana. Howard es arrestado en este momento por perturbar la paz y es confundido con un mutante durante un registro al desnudo, pero es liberado porque la policía teme que tenga habilidades mutantes. Howard también se encuentra brevemente y mata a una vaca vampírica llamada Bessie la Vaca Infernal.
Howard se hace amigo de una modelo de artistas llamada Beverly Switzler y le sigue una extraña serie de encuentros. Él lucha contra Pro-Rata, el contador cósmico, luego se encuentra con Spider-Man al final de la batalla. Lucha contra Turnip-Man y la Kidney Lady, que se convertiría en un personaje recurrente a lo largo de los años, y luego aprende el arte marcial ficticio de "Quack-Fu". Howard luego se encuentra con Winky Man, que en realidad es el alter ego sonámbulo del amigo artista de Beverly, Paul Same, quien se convertiría en una serie regular y luego se convertiría en el compañero de cuarto de la pareja. Howard también se convierte brevemente en luchador.
Howard y Beverly se ponen en camino, buscando refugio en una mansión gótica donde luchan contra una chica llamada Patsy y su gigante hombre de pan de jengibre que cobra vida. Eventualmente terminan en la ciudad de Nueva York, donde Howard es nominado para presidente de los Estados Unidos por el All-Night Party y luego lucha contra Band of the Bland, junto con Los Defensores. Un escándalo de fotos manipuladas lo lleva a Canadá, donde derrota a un supervillano, el castor, que causó el escándalo. El castor cae y muere en una batalla con Howard. Howard luego sufre un ataque de nervios y huye de Bev y su situación en un autobús. Desafortunadamente, los pasajeros del autobús son todos creyentes en varios cultos extraños y tratan de interesar a Howard en ellos. Sus compañeros de asiento son Winda Wester y Kidney Lady, una mujer que cree que el alma de una persona vive en sus riñones e intenta detener cualquier cosa que considere "anti-salud renal". Después de que el autobús choca, Howard y Winda son enviados a una institución mental. Allí conoce a Daimon Hellstrom, y es poseído brevemente por el alma demoníaca de Hellstrom, convirtiéndose en el nuevo Hijo de Satanás. Beverly y Paul logran que ambos regresen a Cleveland. Más tarde, mientras estaba en el SS Damned, un crucero que regresa de la pintoresca Bagmom, Howard y Beverly son capturados por Lester Verde. Verde había conocido a Beverly en la universidad y estaba enamorado de ella y había asumido la identidad del supervillano Doctor Bong, que se casa ilegalmente con Beverly en contra de su voluntad y transforma a Howard en un ser humano.
Después de escapar a Nueva York y recuperar su forma natural, Howard es contratado como lavaplatos por el tío de Beverly, Lee Switzler. Más tarde, Howard se reúne con Dakihm el Encantador, Hombre Cosa, Korrek y Jennifer Kale, y todos luchan contra el demonio Bzzk'Joh. Korrek pilotea la nave Epoch Weasel y deja a Howard de regreso en Cleveland antes de que él y sus aliados se vayan volando. Howard finalmente se encuentra con el crucero que rescató a Paul y Winda del Doctor Bong, y descubre que Paul y Winda se han hecho amigos de la socialité Iris Raritan.
Más tarde, Howard es secuestrado por Ringmaster y su Circo del Crimen. Winda es abandonada por Paul e Iris y Paul recibe un disparo y queda en coma. Después de derrotar al Circo del Crimen, Howard está plagado de sueños pesimistas y sigue su camino solo, tal como lo había hecho al comienzo de la serie.
El escritor Bill Mantlo, comenzando con el número 30, devolvió la serie a su antiguo status quo, volviendo a traer a Beverly a la escena y divorciándose del Doctor Bong. El creador de Howard, Steve Gerber, quien dejó la serie después del número 27, originalmente tenía la intención de que el matrimonio de Beverly y Bong fuera duradero y que Beverly fuera eliminada de la serie a partir de ese momento. El amigo de Howard y Beverly, Paul, que había terminado en coma después de que el maestro de ceremonias le disparara previamente, se despierta de su coma y es dado de alta del hospital. El tío de Beverly, Lee, lleva a todos de regreso a Cleveland y emplea a Howard como taxista, mientras que Paul, que vuelve a ser sonámbulo después de su alta del hospital, se convierte en el novio de Winda. Howard se pone una armadura de "Iron Duck" hecha por Claude Starkowitz, Iron Man, y lucha contra el Doctor Bong en el número final de la serie original Howard el pato de los años 70 (número 31). Más tarde, Howard se encuentra con Drácula e incluso una vez regresa a Duckworld. Al final de la serie de nueve números de la revista, Howard deja a Beverly (a pedido de ella) y más tarde se le ofrece una compañera pato genéticamente construida, a quien no le gusta.
En una ocasión posterior, She-Hulk empuja accidentalmente a Howard a través de un agujero de gusano cósmico junto con el físico teórico Brent Wilcox y pueden evitar que otros universos desplacen a la Tierra-616. Durante este tiempo, Howard conoce a un personaje llamado Critic, viaja a una dimensión conocida como Baloneyverse y nuevamente lucha contra un grupo llamado Band of the Bland, con quien había luchado previamente con los Defensores.
En un encuentro con Peter Parker y Ben Reilly (el entonces actual Spider-Man), Howard consigue una revancha con el Circo del Crimen y el Circo es derrotado. Durante la pelea, Howard y Beverly quedan atrapados en un almacén lleno de patos antropomórficos y se encuentran brevemente con Savage Dragon y el Destroyer Duck. Parker y Reilly salen del almacén creyendo que tienen las versiones correctas de Howard y Beverly con ellos. Sin embargo, en la historia complementaria de Savage Dragon/Destroyer Duck que tiene lugar simultáneamente y que fue escrita por Gerber, se explica que la versión de Howard y Beverly que salió del almacén con Parker y Reilly son simplemente clones tomados por error y que los verdaderos Howard y Beverly abandonaron la escena con Savage Dragon y Destroyer Duck.
La hechicera Jennifer Kale, en un intento semanal por devolver a Howard a su mundo natal, sin darse cuenta teletransporta a Dinosaurio Diablo y Chico Luna a su apartamento de Nueva York. El dinosaurio desorientado intenta comerse a Howard, pero lo escupe cuando le disparan con el arma de fuego infernal de John Blaze. Dinosaurio Diablo y Chico Luna luego arrasan la ciudad antes de ser sometidos por Ghost Rider (Daniel Ketch). Howard dice que se relaciona con la pareja atrapada en un mundo que nunca hicieron antes de deambular.

### Heroes Reborn
Después de una breve serie de aventuras con la Generación X, Howard consigue un trabajo como Papá Noel en una tienda por departamentos, lo que lo lleva al Polo Norte, donde el verdadero Santa Claus se vendió a HYDRA. Howard atraviesa varias dimensiones, aparentemente a través del poder de Hombre Cosa, que ahora puede hablar pero no entiende esta habilidad nueva y desconocida, y aterriza en una versión de Duckworld donde sus padres son esencialmente Ward y June Cleaver, él tiene una hermana llamada Princesa, y es considerado un héroe porque sus actividades en la Tierra-616 fueron reconocidas por la versión de Reed Richards de Duckworld. Este origen rastrea la fuente de estas dimensiones como proyecciones de la mente de Franklin. A lo largo de la aventura, Howard tiene un romance con Tana Nile, que culmina con un beso, después del cual se disculpa y le cuenta su apego a Beverly. Cuando Franklin comprende que él ha dado forma a todos estos mundos, el grupo se encuentra de nuevo en el pantano del Hombre Cosa. Mientras el Hombre Cosa se convierte en el guardián autoproclamado de Franklin Richards, Howard se marcha solo y es capturado por el Culto de la Entropía, que lo envuelve en pañales. Aunque fue visto por última vez en el pantano, Howard afirma que lo metieron en un equipaje y lo transportaron en un avión. El culto quiere a Howard porque tiene parte de la Nexus de todas las Realidades, que se rompió durante Heroes Reborn, dentro de él. Hombre Cosa luego entra en la boca de Howard, y Howard lo vomita con el fragmento, pero Hombre Cosa queda disecado y prácticamente muerto. Howard luego se encuentra con Namor, quien pensó que había matado al Hombre Cosa, pero Howard explica que no estaría cargando el cuerpo de su amigo si ese fuera el caso. Howard deja al Hombre Cosa en el agua y revive durante la conversación de Howard con Namor. Una vez que ve que el Hombre Cosa está vivo y bien, se despide de Namor y dice que regresará a Cleveland.
Años más tarde, de regreso con Beverly, se somete a más experiencias de cambio de forma después de un accidente en una instalación química del Doctor Bong. Beverly es contratada por Globally Branded Content Corporation de Bong, que fabrica bandas de chicos a partir de tanques de proteínas basados en la excitación sexual de un grupo focal de hombres homosexuales. Intentando destruir a un fugitivo que Beverly ha acogido, Bong, sin darse cuenta, tira a Howard a una tina, lo que lo convierte, de manera inestable, en una rata. Cuando Howard se ducha más tarde, cambia su forma varias veces antes de volver permanentemente a la forma de la rata gigante. Verde luego acude a la prensa y afirma que su edificio fue atacado por Osama el-Barka ("Osama el Pato" en árabe). Howard y Beverly son enviados de regreso a la carretera después de que la oficina del depósito de chatarra donde viven es destruida por un equipo S.W.A.T. Se les niega la entrada a todos los refugios posibles debido a la falta de fondos, la pareja y su perro encuentran un letrero para la Casa de Huéspedes del Misterio, pero son llevados a la estación de policía para ser interrogados y cacheados por Suzy Pazuzu, con quien Beverly tuvo asistió a la escuela secundaria. Uno de los oficiales del caso es el mismo policía que confundió a Howard con un mutante muchos años antes. Suzy es la heredera de ladoucheblade , que comienza a apoderarse de ella cuando usa un brazalete encantado. En una escaramuza, Howard atrapa el brazalete, lo que lo convierte en el portador del idiota. El idiota hace que a su poseedor le crezcan enormes pechos desnudos y una armadura en una parodia de Witchblade y, poseído por esto, Howard mata al amante masculino de un hombre de negocios que trabaja con Verde mientras él y Verde irrumpen en la casa de Suzy.
Al llegar a la Pensión del Misterio, Howard y Beverly se encuentran con Caín y Abel, este último con una piedra clavada en la cabeza que le permite sólo momentos de lucidez. Allí, se les conceden todos sus deseos, incluido el regreso de Howard a su verdadera forma, y que Beverly nunca vuelva a ser pobre, y se encuentran con parodias de John Constantine, Wesley Dodds, Endless, Spider Jerusalem y la propia Nevada de Gerber (llamada Utah), todos personajes del sello Vertigo de DC Comics. La desventaja de la casa es que todos los que se quedan allí obtienen todos sus deseos; entonces Che Guevara puede tener su revolución, pero alguien más puede matarlo fácilmente. Un inquilino, un escritor llamado Mr. Gommorah (una parodia de Spider Jerusalem), luego lleva a Beverly y Howard al programa de Iprah con el tema "Por qué las mujeres se lo dan a los hombres que no lo entienden", protagonizado por el Dr. Phlip.
Al salir de la Casa del Misterio, Howard se transforma una vez más en un ratón antropomórfico. Se revela que Iprah se fusionó con un experimento del Ángel Gabriel llamado Deuteronomio, destinado a reemplazar a Dios, porque Dios ha estado pasando todo su tiempo en un bar en el Infierno desde 1938. Deuteronomio es una criatura mitad id y mitad superego, mientras que Iprah es una promotora del ego de la psicología pop autoindulgente. Considerándola peligrosa, Gabriel envía al querubín Thrasher a resucitar a Sigmund Freud, cuyo cigarro explota la mitad de los sesos de Thrasher (siendo inmortal, esto solo lo hace actuar como si estuviera borracho). Iprah destruye a Freud, pero Howard la golpea con el cigarro, separándola de Deuteronomio. Dando una calada al cigarro, Howard se desintegra y llega al infierno. Finalmente es liberado por Yah, un ser que dice ser "Dios".

### Civil War
Algún tiempo después, Howard intenta registrarse bajo la Ley de Registro de Superhéroes durante la Guerra Civil de superhéroes, pero se entera de que su vida socialmente interrumpida ha creado tantos dolores de cabeza burocráticos que la política oficial del gobierno es que Howard no existe. Esta falta de supervisión del gobierno lo deleita: "Por el resto de mi vida, no más multas de estacionamiento, ni impuestos, ni servicio de jurado. ¡Diablos, ni siquiera podría votar si quisiera!" En esta historia, Howard dice que lo presionaron para que dejara sus puros.
Después de derrotar el esquema del supervillano M.O.D.O.T. (Mobile Organism Designed Only for Talking) para controlar al público a través de los medios de comunicación, su abogada, Jennifer Walters, restaura con éxito su ciudadanía, incluidas todas las responsabilidades relevantes.

### Secret Invasion
Howard el pato se ve brevemente como parte del ejército superpoderoso reunido para luchar contra las fuerzas invasoras Skrull. Se le ve armado con una pistola y con una mano de Skrull alrededor del cuello. Más tarde se lo ve pateando a un Skrull durante el interrogatorio después de la invasión. Brian Michael Bendis comentó cuando se le preguntó a Howard: "Ese personaje ha aparecido en seis números que he hecho, y nunca he escrito las palabras Howard el Pato".

### Marvel Zombies 5
En Marvel Zombies 5, Howard el Pato de Tierra-616 se une a Machine Man para viajar a través del multiverso luchando contra zombis.

### Fear Itself
Durante la historia de Fear Itself, Howard forma un equipo llamado Cuatro Temibles con She-Hulk, Monstruo de Frankenstein y Nighthawk para detener a Hombre Cosa cuando se enfurece en Manhattan, debido al miedo y el caos que siente en los ciudadanos. Más tarde descubren un complot de Psycho-Man para usar la empatía volátil de Hombre Cosa para crear un arma.

### Spider-Man: Back in Quack
A Howard y Beverly les lavan el cerebro y los obligan a trabajar para Save Our Offspring From Indecency (S.O.O.F.I.) como Cynical Duck y Swizzle. Promocionan S.O.O.F.I. en un discurso público realizado para ellos por J. Jonah Jameson. Spider-Man luego interrumpe un adoctrinamiento S.O.O.F.I. en la Biblioteca Pública de Nueva York, y Beverly y los otros S.O.O.F.I. ven a Spidey como una figura semi-demoníaca y lo atacan. Spidey escapa con Howard y rompe su lavado de cerebro cuando amenazan a Beverly. Howard explica rápidamente los objetivos de S.O.O.F.I. a Spider-Man. Cuando Spider-Man anuncia públicamente su apoyo de larga data a S.O.O.F.I., Howard se enfrenta a Bev mientras está de pie junto al Supremo S.O.O.F.I. Howard puede abrirse paso hacia Beverly, recordándole su pasado juntos. El Supremo S.O.O.F.I. ordena el S.O.O.F.I. s para lanzar a la pareja al Blanditron especial en la Bahía de Guantánamo, pero Beverly los mantiene a raya con un látigo. Spidey ataca a los S.O.O.F.I. y desenmascara al Supremo S.O.O.F.I., mientras que los demás escapan a través de su teletransportador. Howard afirma que cree que S.O.O.F.I. pasará desapercibido por un tiempo después de tal derrota y también espera que la base del grupo en los Everglades de Florida pueda llevarlos a encontrarse con Hombre Cosa.

### The Ducky Dozen
Debido a su experiencia con mundos infestados de zombis y su liderazgo de Machine Man, Howard es elegido como el líder de, como él los llama, Ducky Dozen. El equipo está compuesto por él, varios héroes de la Edad de Oro, Dum Dum Dugan y Battlestar, que también es un veterano de un incidente zombi. Al ingresar a la Tierra-12591, Ducky Dozen lucha contra hordas de zombis nazis y asgardianos, pero sufre graves pérdidas ya que los miembros del equipo son asesinados o zombificados durante la batalla. Después de cumplir con éxito su misión, Howard, Dugan, Taxi Taylor y Battlestar son los únicos miembros que sobreviven y regresan a la Tierra-616 junto con Riveter, el único sobreviviente del equipo de resistencia de la Tierra-12591, los sufragistas.

### Wolverine y los X-Men
Más tarde, Howard se une a su amigo Doop para luchar contra los Robo-Bárbaros en Dimension ZZZ. Rechazaron a la horda con nada más que una espada rota, un pollo de goma con clavos y un arma que dispara abejas.

### Pecado original
Después de la muerte de Uatu el Vigilante y la activación de los secretos enterrados en su ojo, Howard descubre que tiene el potencial para ser el ser más inteligente de Duckworld. Después de evadir a una ardilla mientras conduce, sale volando de su vehículo, pero usa su intelecto para calcular una forma de aterrizar de manera segura en un contenedor de basura cercano.

### Regreso a Nueva York
Howard regresa a su negocio como detective privado, trabajando en el mismo edificio que She-Hulk, en Brooklyn. Uno de sus primeros nuevos clientes es Jonathan Richards, quien contrata a Howard para recuperar un collar robado por Black Cat. Con la ayuda de Tara Tam, su nueva amiga y asistente, Howard logra recuperar el collar. Sin embargo, en su camino para devolvérselo a Richards, es secuestrado por el Coleccionista y se alía con los Guardianes de la Galaxia para escapar del villano, que intentaba agregar a Howard a su colección de entidades y objetos espaciales raros. Al regresar a la Tierra, Howard es asaltado por May Parker, la tía de Spider-Man, y luego se reencuentra con el maestro de ceremonias, quien se revela que le lavó el cerebro a los ancianos para que cometieran robos. Después de recuperar el collar por tercera vez, Richards se acerca a Howard en medio de su lucha contra el maestro de ceremonias y Richards se revela como Talos the Untamed, quien revela que el collar era parte de un elemento marginalmente poderoso conocido como el guante abundante. Con la ayuda del Doctor Strange, Howard y Tara localizan la pieza final del Guante abundante, pero no pueden volver a armarlo cuando Talos lo agarra y procede a usarlo para causar estragos en la ciudad. Talos se enfrenta a numerosos héroes mientras Howard y Tara se ponen a cubierto. Howard puede señalar que Tara, quien se revela que posee poderes de cambio de forma similares a los de un Skrull, podría ayudarlo a derrotar a Talos. Tara usó sus poderes para hacerse pasar por el Emperador Skrull Kl'rt (el Super-Skrull), distrayendo a Talos el tiempo suficiente para que Howard le arrebatara el Guante Abundante de su mano. Talos luego es detenido por los Cuatro Fantásticos y todo vuelve a la normalidad.
Posteriormente, con la ayuda de la recién llegada Gwenpool, Howard evitó que HYDRA infectara al mundo con un virus mortal. También tiene un evento cruzado con The Unbeatable Squirrel Girl. Se muestra que Howard el Pato vive en el edificio de apartamentos de She-Hulk cuando Patsy Walker se mudó.

### Civil War II
Durante la historia de Civil War II, Howard el Pato se encuentra entre los inquilinos del edificio que aprenden de Patsy Walker lo que le sucedió a She-Hulk después de la lucha contra Thanos.

### Guerra de los Reinos
El apellido de Howard, Duckson, se revela en War of the Realms: War Scrolls #1.

## Poderes y habilidades
Howard no tiene poderes sobrehumanos, pero es hábil en el arte marcial conocido como Quack-Fu, lo suficiente como para derrotar, o al menos defenderse contra oponentes mucho más grandes. Ha demostrado cierto grado de talento místico en el pasado, hasta el punto de que Stephen Strange enseñó algunos hechizos a Howard e incluso se ofreció a entrenarlo, pero Howard lo rechazó. 
En ocasiones, Howard usó un traje de blindaje motorizado conocido como "Iron Duck" diseñado por Claude Starkowitz. Además de su propiedad como armadura corporal, el traje estaba equipado con bobinas de salto montadas en los pies, un reflector montado en el pecho y lanzallamas en ambos brazos.

## Otras versiones

### Amalgam Comics
En el universo de Amalgam Comics, Howard el Pato se fusiona con Lobo para convertirse en Lobo el Pato. Este personaje aparece en su propio cómic one-shot que (como casi todos los otros Amalgam Comics) implicaba "falsamente" que el one-shot era una continuación de muchas otras historias preexistentes de Lobo el Pato.
En la página de cartas de Bat-Thing # 1, se mencionaba un próximo 'número especial' ficticio con Howard el Mxyzptlk, presumiblemente una fusión de Howard con Mister Mxyzptlk.

### Marvel Zombies
Una versión alternativa de Howard el Pato se infecta con la plaga de zombis y se come los cerebros de Ash alternativo que es nativo de la versión zombi del Universo Marvel. Él es asesinado rápidamente por la Bruja Escarlata y el original Ash Williams de la serie Evil Dead.

### MC2
En el universo de Marvel Comics 2, Howard es visto como un maestro de artes marciales con los ojos vendados, una referencia que se remonta a su dominio de "Quack Fu" en la serie original de la década de 1970.

### Ultimate Marvel
En la miniserie Ultimate Comics: Armor Wars, se ve una valla publicitaria de "HDTV" en el primer panel, que muestra a Howard.

### Universo X
- Si bien Howard no aparece, la Bestia dice: "Todavía me siento mal por Howard", quien había sido "cazado y consumido".[76]
- En el borrador original de Tierra X, Howard supuestamente fue servido como un festín durante la invasión de Skull a la ciudad de Nueva York. La escena fue cortada por limitaciones de espacio.[77]

### Spider-Gwen
En Tierra-65 en la serie Spider-Gwen, un humano llamado Howard T. Pato es el Presidente de los Estados Unidos.

### Legión de Howards
En una parodia del evento Spider-Verse, Howard y Leo Fitz se unen a un grupo de Howards de todo el Multiverso que colectivamente se hacen llamar la Legión de Howards. Sus rangos incluyen:
- Howard el Pato: una versión de Howard que maneja Mjolnir y posee el poder de Thor.
- Hermana Howard el Pato: una versión femenina de Howard que es una monja en su mundo.
- Howard el Robopato: un robot gigante de estilo japonés pilotado por una versión alternativa de Beverly Switzler.
- Howard el pato de ojos azules, siempre amoroso: una versión de Howard que posee las habilidades y la apariencia de Thing.
- Strange-Duck: una versión mística de Howard que actúa como el Hechicero Supremo de su mundo.

## Otros medios

### Televisión
- Howard el Pato aparece de cameo en el episodio de  Ultimate Spider-Man, con la voz de Kevin Michael Richardson.[80] En la primera temporada, "Asombroso", Spider-Man lo encuentra en el laboratorio del Dr. Curt Connors en el Helicarrier de S.H.I.E.L.D. y lo declara muy raro para utilizar en el proyecto de ciencias de Peter Parker y Luke Cage. Howard le dice a Spider-Man que sabe Quack Fu. En la segunda temporada, episodio 18 "Guardianes de la Galaxia", cuando Star Lord lo menciona como uno de los héroes que habitan la tierra que cuenta como amenaza a villanos como Michael Korvac. 
  - Además, aparece una versión pirata de realidad alternativa de Howard en el episodio "Regreso al Univers-Araña, Pt. 2", con la voz de Seth Green.[81] Anteriormente sirvió como primer oficial del capitán pirata Barba Web a bordo del barco pirata Groot antes de unirse a la tripulación para lanzar un motín. Intentan hacer que Barba Web y un Spider-Man y Chico Arácnido que viajan por el multiverso caminen por el tablón, pero un Kraken ataca a Groot. En respuesta, Spider-Man y Chico Arácnido convencen a los piratas de reconciliarse y unir fuerzas para ahuyentar al monstruo. Después de esto, la tripulación acepta servir bajo Barba Web una vez más.
- Es mencionado en Phineas & Ferb - Mission Marvel. Cuando el Agente P salva a Phineas, Ferb, y los héroes, Phineas se pregunta quién era ese "héroe", a lo que Spider-Man responde: "¿No era Howard el Pato?". Iron Man le responde "No era Howard el Pato". A lo que Hulk dice: "pero tenía pico".
- Howard el Pato hace un cameo sin hablar en el episodio de la serie animada de Hulk and the Agents of S.M.A.S.H., "El Coleccionista", como uno de los prisioneros del personaje del mismo nombre.
- Howard el Pato aparece en la serie animada de Guardianes de la Galaxia, nuevamente con la voz de Seth Green.[82] Esta versión es un viejo conocido de Rocket Raccoon.
  - En la segunda temporada, episodio "Mentiroso", Rocket y Drax el Destructor encuentran a Howard leyendo un periódico en una vitrina en una casa de subastas de Knowhere. Cuando ve a Rocket Raccoon y Drax, Howard se da vuelta y continúa leyendo su periódico.
  - En la tercera temporada, el episodio "Happy Together", como parte de un trato con el Coleccionista, Howard contrata a los Guardianes de la Galaxia para obtener un objeto Kree. Mientras realizaba el intercambio, Phyla-Vell ataca a los Guardianes mientras Howard escapa para darle el artículo al Coleccionista a cambio de ver el exterior de su nave. En el episodio "Long Distance Runaround", los Guardianes encuentran y detienen a Howard, quien confiesa haberlos tendido una trampa y revela que el Coleccionista lo traicionó. El Coleccionista sabotea la nave estelar de los Guardianes, la Milano, para manipularlos y llevarlos al mundo natal de los Kree, Hala, para poder encogerlo. Sin embargo, Howard coloca un rastreador en la nave del Coleccionista para que los Guardianes puedan seguirlo. En el episodio "With a Little Help From My Friends", Star-Lord recluta a Howard para que lo ayude a luchar contra la Serpiente.

### Película
- En 1986, Lucasfilm y Universal Pictures produjeron la película Howard El Pato, protagonizada por Lea Thompson, Jeffrey Jones, Tim Robbins, y Chip Zien como la voz de Howard. Además de Howard (que fue interpretado por una variedad de agentes dobles en un juego de pato) el único personaje tomado de la mitología de Marvel Comics fue Beverly Switzler, aunque en esta versión ella era una cantante de rock. En la película, Howard llega a Cleveland por un experimento involucrando un espectroscopio láser que salió mal, que además trajo a un extranjero malvado, uno de los Señores Oscuros del Universo, que tenían la intención de sacrificar la vida humana con el fin de liberar a los demás de su clase de su prisión celestial. La película fue duramente criticada y fue un fracaso en taquilla. Hubo una novela y una adaptación al cómic de la película.

### Marvel Cinematic Universe
Howard el Pato hace cameos en los medios ambientados en Marvel Cinematic Universe, con la voz de Seth Green.
- Howard se presenta en la película de acción real Guardianes de la Galaxia (2014),[83] como una exhibición viviente en el museo del Coleccionista en Knowhere. Cuando los Guardianes de la Galaxia visitan al Coleccionista e intentan venderle la Gema de Poder, su esclava Carina intenta usarla, solo para provocar una explosión que la mata y libera a todas las criaturas encarceladas del Coleccionista.[84] En una escena post-créditos, Howard toma una copa con el Coleccionista y Cosmo el perro espacial, en medio de los escombros.[85] En agosto de 2014, el director de Guardianes de la Galaxia, James Gunn dijo: "Es posible que Howard pueda reaparecer como un personaje más en el Universo [Cinemático] de Marvel. Pero si la gente piensa que eso conducirá a una película de Howard el pato, probablemente no sucederá en los próximos cuatro años. Quién sabe ¿después?".[86]
- Howard también hace cameos en las películas de acción real Guardianes de la Galaxia vol. 2 (2017),[87] Avengers: Endgame (2019)[88][89] y Guardianes de la Galaxia vol. 3 (2023).[90] También estaba destinado a hacer un cameo en la película de acción real Avengers: Infinity War, con la voz de Ken Jeong en lugar de Green. Mientras se cortó la escena,[91] se confirmó que Howard había sobrevivido al Blip.[92]
- Versiones alternativas de la línea de tiempo de Howard aparecen en la serie animada de Disney+, What if...?, con Green retomando el papel.[93] En el episodio, "¿Qué pasaría sí... T'Challa se convirtiera en Star-Lord?", una variante de Howard se mantiene en el museo del Coleccionista hasta que T'Challa/Star-Lord libera a Howard para ayudar a los estos últimos encuentran un artefacto llamado Embers of Genesis. Howard inicialmente está de acuerdo, pero se detiene para tomar un trago, lo que obliga a T'Challa a continuar solo. En el episodio "¿Qué pasaría sí... Thor fuera hijo único?", otra versión de Howard asiste a la fiesta de Thor en Las Vegas y termina casándose con Darcy Lewis. Una versión más de Howard en el episodio "¿Qué pasaría sí...  Nebula fuera Nova corps?", Esta versión controla su casino donde juega con Miek, Groot y Korg. Luego conoce a Nebula, a quien ayuda a derrocar a los Nova corps. Finalmente Nebula, Groot, Korg, Miek y Howard vencen a los Nova Corps. En el episodio, "¿Qué pasaría si... Howard el Pato se enamorara?", después de los sucesos en Las Vegas, el y Darcy son padres de un bebé en forma de huevo que nació durante la Convergencia Cósmica, y está destinado a grandes cosas y se ha vuelto muy buscado por casi todos. Tras la persecución de todos, Howard y Darcy protegen a su huevo hasta que finalmente brilla dorado al elevarse hacia el cielo donde ataca a los perseguidores con energía dorada. Momentos después eclosiona en un híbrido humano/pato con el nombre de Byrdie. En el episodio "¿Qué pasaría si... El Vigilante desapareciera?", él y Darcy se comunican con su hija Byrdie, quién se encuentra en el espacio.

### Otros cómics
- En Savage Dragon/Destroyer Duck #1 (Nov. de 1996), Gerber afirma que Howard y Beverly Switzler cambiaron sus nombres a Leonard el pato y Rhonda Martini, se quedaron en el Universo Image y "fueron vistos por última vez en Chicago subir al tren Amtrak en dirección a Buffalo", mientras que el pato que regresó a Marvel es "sólo una marca vacía, un clon cuya alma se le escapó al llegar a la esquina de Seda y Arrepentimiento". Esto se hizo porque Tom Brevoort invitó a Gerber s escribir el cómic, alegando que él era el único que sabía escribir el personaje, pero luego Gerber descubrió las apariciones de Howard en Ghost Rider (1990) y Generation X (1996) y terminó sintiéndose engañado.
- En la cinta Megaton Man de Don Simpson, un personaje cómico es Gower Goose, quien está supuesto a ser una parodia de Howard.
- En la serie Claypool Comics: Elvira Mistress of the Dark (1993), aparece Gordon el Ganso (claramente inspirado en Howard) aparece, junto con Dorkheem el Hechicero y Heap-Thing en los números 49, 58, y 59.
- En America's Best Comics's Top 10 #8, un pato que parece ser Howard (con su distintivo sombrero azul y chaqueta) se puede ver en la terminal de transporte de Transworld.
- En varias revistas de The Maxx, Howard aparece, junto con muchos otros personajes, aparentemente cortado y pegado en la historia.
- En deadpool mata al universo Marvel, Howard es rostizado por deadpool, quien lo sirve en una bandeja en medio de su sangrienta masacre

### Videojuegos
- Howard the Duck aparece como una carta de habilidad en el juego de crossover Ultimate Marvel vs Capcom 3, que a su vez es una versión actualizada de Marvel vs Capcom 3: Fate of Two Worlds.
- En 1986, Activision lanzó en el videojuego "Howard the Duck" para Commodore 64 , conmemorando el lanzamiento de la película.
- Howard the Duck es un personaje jugable en Lego Marvel Super Heroes, y también aparece como villano en una misión secundaria en la que ataca las oficinas de Marvel junto a Vulture intentando que se haga una nueva película de Howard. En dicho juego, aparece equipado con un lanzacohetes.
- Aparece como personaje jugable en Marvel: Contest of Champions
- Howard the Duck aparece como personaje jugable en Lego Marvel Super Heroes 2
- Howard the Duck aparece también como personaje jugable en Marvel Avengers Alliance
- Howard the Duck aparece también como personaje jugable en Marvel Puzzle Quest